# Березняк, Евгений Степанович
Евге́ний Степа́нович Березня́к (укр. Євген Степанович Березняк; 25 февраля 1914, Екатеринослав — 23 ноября 2013, Киев) — ветеран Великой Отечественной войны 1941—1945 годов, Герой Украины (2001), заслуженный учитель Украины, кандидат пед. наук. Сыграл значительную роль в сохранении Кракова от разрушения германскими войсками, передав советскому командованию план по его уничтожению. Является одним из прототипов главного героя романа «Майор Вихрь» и его экранизации 1967 года.

## Биография

### Довоенный период
- C 1933 года — учитель сельской школы.
- В 1935—1939 годах был директором Новосёловской средней школы в Днепропетровской области.
- С октября 1939 года и до начала войны заведовал Львовским городским отделом народного образования.

### Великая Отечественная война 1941—1945 годов
- С октября 1941 года активно включился в подпольную борьбу с немецкими оккупантами на Днепропетровщине, был пропагандистом и связным Петропавловского подпольного райкома и Днепропетровского обкома партии.
- В конце 1943 года направлен в Москву в школу Главного разведывательного управления, после окончания которой он возглавил группу военных разведчиков под кодовым названием «Голос».
- В ночь на 19 августа 1944 года группа десантировалась на территории Польши под Краковом и в этом районе выполняла боевое задание 156 дней.

За сравнительно короткий срок своей деятельности в тылу врага группе удалось полностью разведать Краковский укрепрайон, собрать и передать в штаб 1-го Украинского фронта достоверную информацию о дислокации нацистских армий, корпусов и дивизий, воздушных эскадрилий. Важнейшими операциями группы были: получение от немецкой абвер-команды № 115 плана минирования Кракова, раскрытие состава, вооружения и дислокации всех дивизий и корпусов, входивших в состав 17-й полевой армии, державшей оборону перед войсками 1-го Украинского фронта.
Но после того как Евгений Березняк отчитался командованию, что в начале операции он попал в гестапо, откуда ему удалось бежать, он попал в фильтрационный лагерь НКВД СССР № 174 (в подмосковном Подольске). Проведённые там многочисленные проверки подтвердили невиновность Березняка. Окончательно Евгения Березняка реабилитировали только в 1965 году.

### Послевоенный период
- С конца 1945 и до 1952 года он возглавлял Львовский городской отдел народного образования, был избран депутатом Львовского горсовета.
- В 1952—1954 годах работал начальником отдела учебных заведений Львовской железной дороги.
- В 1954—1984 годах занимал высокие посты в Министерстве просвещения Украинской ССР, из них почти 25 лет был начальником Главного управления школ, членом коллегии министерства.
- 1968 год — защитил кандидатскую диссертацию. Кандидат педагогических наук.
- В эти же годы избирался членом Президиума ЦК профсоюза учителей, заместителем председателя Республиканского совета мира, более 20 лет был членом редколлегии московского журнала «Народное образование» и активно сотрудничал с этим журналом.
- Последние годы трудовой деятельности и до 1998 года он работал старшим научным сотрудником Института педагогики Академии педагогических наук Украины.
- С апреля 1998 года — на пенсии.

Он активно участвовал в ветеранском движении. Являясь членом Киевского городского совета ветеранов Украины, часто встречался с солдатами, курсантами и офицерами украинской армии, учащимися школ и студентами высших учебных заведений. Его статьи публиковались в журналах и газетах. Жил в Киеве, вблизи Парка Славы.
Почётный академик Национальной академии педагогических наук Украины. Внештатный консультант профильного комитета Верховной Рады Украины.
Герой Украины Березняк, узнав о присвоении Виктором Ющенко звания Героя лидеру украинских националистов Степану Бандере (в 2010), так отнёсся к указу президента:
«Это пощёчина всем ветеранам ВОВ. Большей пакости он не мог сделать! Я, когда услышал это, решил отказаться от звания Героя Украины. Но мои коллеги-ветераны сказали: не смей этого делать, ты заслужил это звание, и не Ющенко тебе его присваивал.».
Похоронен на Байковом кладбище города Киева.

### Семья
- Жена — Екатерина Кузьминична (род. 1927) — учительница.
- Два сына — Василий (род. 1945) и Виктор (род. 1956); дочь — Валентина (род. 1936); четыре внука и два правнука.

## Научные и литературные труды
- За 65 лет педагогической и творческой деятельности Е. С. Березняк подготовил и издал шесть монографий, более 100 научных публикаций по вопросам управления в системе народного образования, обучения и воспитания учащихся. Его труды издавались в Киеве, Москве, Белоруссии, Монголии.
- Его перу принадлежат книги: «Я — „Голос“», «Пароль — „Dum spiro…“», «Операция „Голос“», изданные на русском, украинском, польском, болгарском, узбекском языках общим тиражом около 2 миллионов экземпляров.

## Оценка деятельности
- В книге генерала Асмолова «Фронт в тылу вермахта» даётся такая оценка его деятельности: «Действуя нередко в одиночку, Е. С. Березняк совершал смелые диверсии и наносил ущерб врагу везде, где только мог. Евгения Степановича отличали хладнокровие и дерзость, риск и находчивость, знание немецкого языка».
- После выхода группы «Голос» из вражеского тыла командование фронта дало такую оценку её деятельности: «Материалы, полученные от группы „Голос“, которая действовала в исключительно тяжёлых условиях, были исключительно точны и важны, все разведывательные донесения подтвердились боями».

## Награды и звания

### Государственные награды Украины
- Звание Герой Украины с вручением ордена «Золотая звезда» (21 августа 2001 года) — за личное мужество и отвагу, героизм и самопожертвование, проявленные при выполнении особо важных задач во время Великой Отечественной войны 1941—1945 годов[4]
- Орден «За заслуги» I степени (25 февраля 2009 года) — за личное мужество, проявленное в борьбе с фашистскими захватчиками, весомый вклад в развитие ветеранского движения, патриотическое воспитание молодёжи и по случаю 95-летия со дня рождения[5]
- Почётный знак отличия Президента Украины (6 октября 1994 года) — за личные заслуги в развитии ветеранского движения, активную общественную деятельность и по случаю 50-летия освобождения Украины от фашистских захватчиков[6]
- Полный кавалер ордена Богдана Хмельницкого:
  - Орден Богдана Хмельницкого I степени (30 апреля 2005 года) — за ратные и трудовые заслуги, несокрушимую волю, активную деятельность в ветеранских организациях и патриотическое воспитание молодёжи[7][8]
  - Орден Богдана Хмельницкого II степени (19 февраля 2004 года) — за личное мужество и отвагу, проявленные при защите государственных интересов, укрепление обороноспособности и безопасности Украины[9]
  - Орден Богдана Хмельницкого III степени
- Почётное звание «Заслуженный учитель УССР» (1961 год)
- Медали

### Государственные награды СССР
- Орден Октябрьской революции
- Орден Отечественной войны I (8.05.1965) и II степеней
- Орден Трудового Красного Знамени
- Орден «Знак Почёта»
- Две медали «За трудовую доблесть»
- Другие медали

### Государственные награды России
- Орден «За заслуги перед Отечеством» IV степени (9 мая 2007 года) — за смелость и мужество, проявленные в ходе операции по освобождению польского города Кракова и предотвращению уничтожения его немецко-фашистскими захватчиками в период Великой Отечественной войны 1941—1945 гг.[10][11]
- Орден Дружбы (25 февраля 2004 года) — за большой вклад в укрепление российско-украинских дружественных отношений и активную общественную работу[12][13]
- Медали

### Государственные награды Польши
- Серебряный крест ордена «Виртути Милитари» (1965)
- Партизанский Крест
- Медали

### Прочие награды
- Почётный сотрудник ГУР МО Украины
- Навечно зачислен Почётным солдатом Института военно-дипломатической службы Академии Вооружённых Сил Украины
- Почётный член Фонда ветеранов военной разведки
- Почётный гражданин Киева
- Почётный гражданин Новомосковска (Днепропетровская обл.)
- Медаль Н. К. Крупской
- Медаль К. Д. Ушинского
- Медаль имени А. С. Макаренко.
- Почётный гражданин Днепропетровска (2012)[14]

## Воинское звание
Великую Отечественную войну закончил в звании капитан.
В 1990—2000-е годы последовательно получил несколько воинских званий Украины:
- Майор (1997)
- Подполковник (2001)
- Полковник (не позже 2004?)
- Генерал-майор (2005)[15]

## Художественные и документальные фильмы о подвиге
Подвиг разведчиков группы «Голос» под руководством Е. С. Березняка по спасению от уничтожения древней столицы Польши — города Кракова — раскрывается в кинокартине «Майор Вихрь» и в польском фильме «Сохранить город», а также в документальных фильмах «Теперь их можно назвать» (СССР), «Операция „Голос“» (Польша) и «Майор Вихрь. Правдивая история» (Украина).